# Frau von Haraldskær

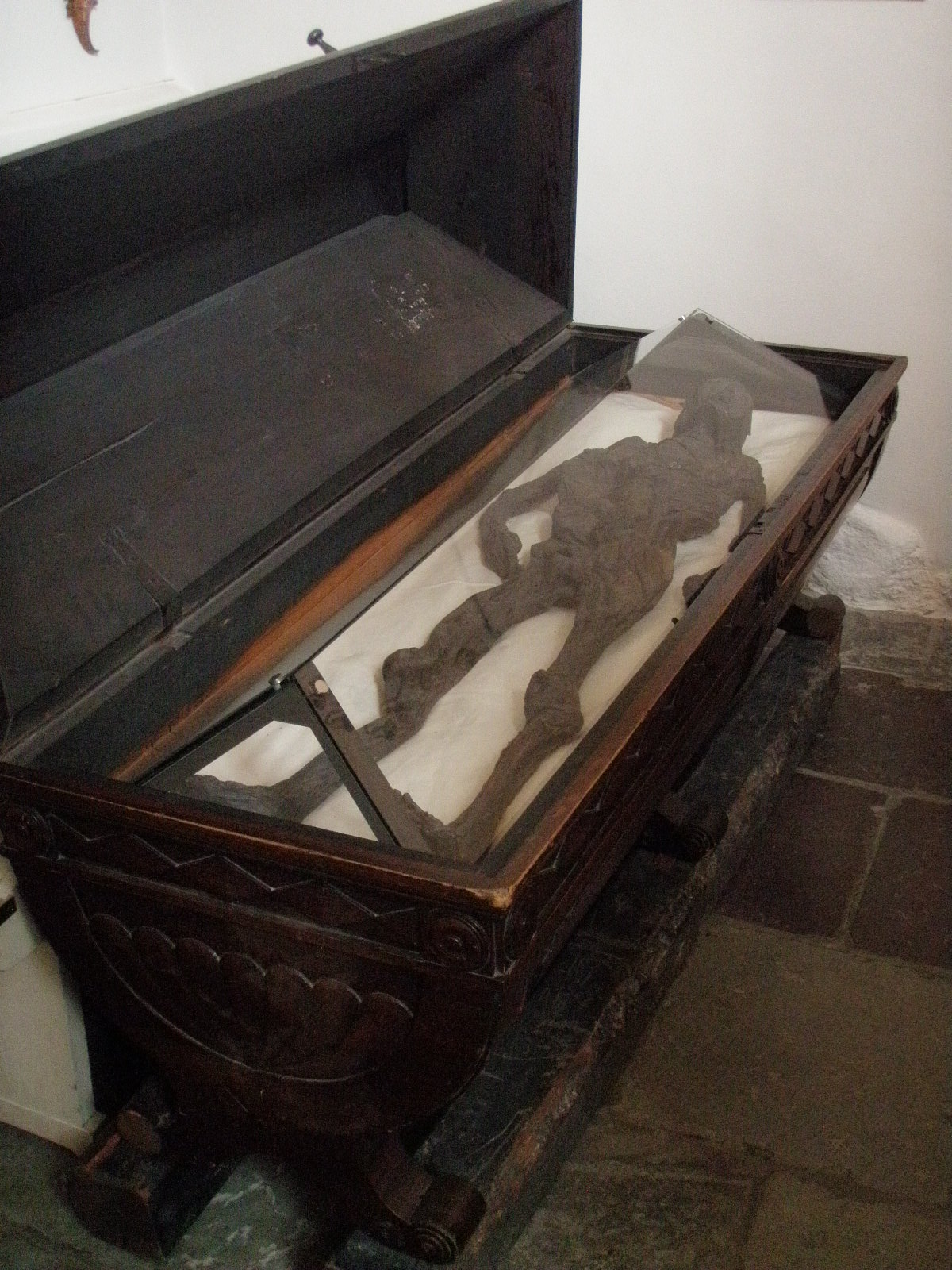
Frau von Haraldskær im Eichensarg

Die Frau von Haraldskær (dänisch Drottning Gunhild – dt. Königin Gunhild) ist eine eisenzeitliche Moorleiche, die 1835 im Moor von Haraldskær nahe dem zu Skibet gehörenden Rittergut Haraldskær, ca. 6 km westlich von Vejle in Jütland, Dänemark gefunden wurde. Lange Zeit kursierten Spekulationen, es handele sich hierbei um die sterblichen Überreste der sagenhaften norwegischen Königin Gunnhild.

## Auffindung
Arbeiter entdeckten die Frau von Haraldskær am 20. Oktober 1835 beim Ausheben eines Grabens. Der Erhaltungszustand der Toten war aufgrund der anaeroben Bedingungen am Fundort außerordentlich gut. Die Frau war, auf dem Rücken liegend, durch hölzerne Haken an den Knien und Ellenbogen im Torf fixiert. Dicke Äste über Brust und Unterleib waren ebenfalls mit Haken befestigt. Die Frau lag mit dem Kopf in Richtung Osten und Blick nach Westen. Nach Entfernung aller Haken konnte der Leichnam sowie einige Kleidungsreste geborgen werden. Ihre Haut war vollkommen intakt. Sie war unbekleidet, jedoch lagen ein lederner Umhang sowie drei wollene Kleidungsstücke auf der Leiche. Diese Moorleiche ist eine der ersten, die von Wissenschaftlern geborgen und untersucht werden konnte. Ihre sterblichen Überreste waren bis zum Herbst 2012 in einer Vitrine in der St.-Nikolaus-Kirche in Vejle ausgestellt. Seitdem befindet sie sich in Vejles Kulturhistorischem Museum Spinderihallerne.
Fundort: 55° 42′ 9,9″ N, 9° 26′ 22″ O

## Frühe Spekulationen um die Identität

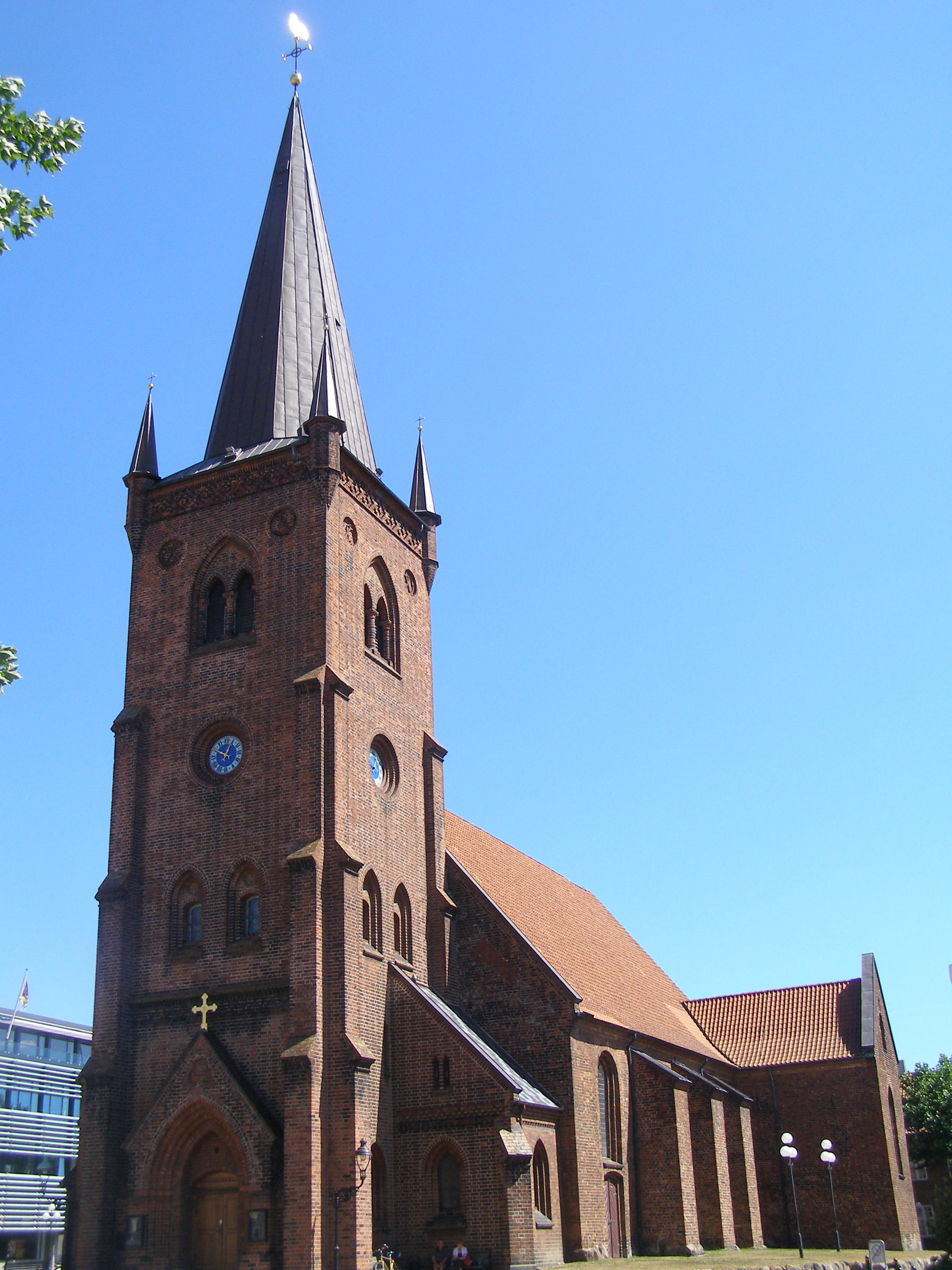
St.-Nikolaus-Kirche in Vejle

Nach der Entdeckung der Moorleiche kreisten erste Vermutungen über ihre Identität um die Person der norwegischen Königin Gunnhild aus dem 10. Jahrhundert. Die Jómsvíkinga saga erzählt, der dänische König Harald I. Blauzahn hätte Gunnhild ermorden und im Moor versenken lassen. Allerdings gibt es noch andere Überlieferungen, nach denen Gunnhild bei ihrer Tochter auf Orkney gestorben sein soll. Die Identifikation der Moorleiche mit Gunnhild wurde dadurch untermauert, dass die Frau ein kostbares Gewand trug und der Fundort in alter Zeit Gunnelsmose, also Gunnhilds Moor, genannt worden war. Das Rittergut Haraldskær soll außerdem von Harald Blauzahn gegründet worden sein, und es liegt nahe dem alten dänischen Königshof in Jelling. Der Glaube, die Leiche Königin Gunnhilds gefunden zu haben, war so populär, dass der dänische König Friedrich VI. selbst den Eichensarg stiftete, in dem die Frau von Haraldskær in der St.-Nikolaus-Kirche im Zentrum Vejles ruhte. Seit dem 9. März 2013 ist die Moorleiche im Vejles neuem Kulturmuseum zu sehen.
Der junge Student und später berühmte Archäologe Jens Jacob Asmussen Worsaae, ein Pionier der archäologischen Stratigraphie, widersprach schon kurz nach der Auffindung der Deutung der Moorleiche als Königin Gunnhild. Nach seiner Auffassung handelte es sich um einen Fund aus der vorrömischen Eisenzeit, was zu einer heftig ausgetragenen Kontroverse führte. Erst die 1977 vorgenommene Altersbestimmung mittels Radiokohlenstoffdatierung (14C-Datierung), nach der die Moorleiche aus der Zeit um 490 v. Chr. stammt, gab Worsaae endgültig Recht.
Der aus diesen Spekulationen resultierenden großen Popularität und der sorgfältigen Behandlung seit der Auffindung ist der immer noch sehr gute Erhaltungszustand der Frau zu verdanken, dies ganz im Gegensatz zu dem wesentlich später, 1950 gefundenen Tollund-Mann, der durch ungenügende Konservierung und unsachgemäße Aufbewahrung nur noch in wenigen Teilen wie dem Kopf erhalten ist. Obwohl die Frau von Haraldskær nicht von königlicher Abstammung ist, blieb sie auch nach 1977 zunächst noch im Querschiff der St.-Nikolaus-Kirche aufgebahrt.

## Befunde

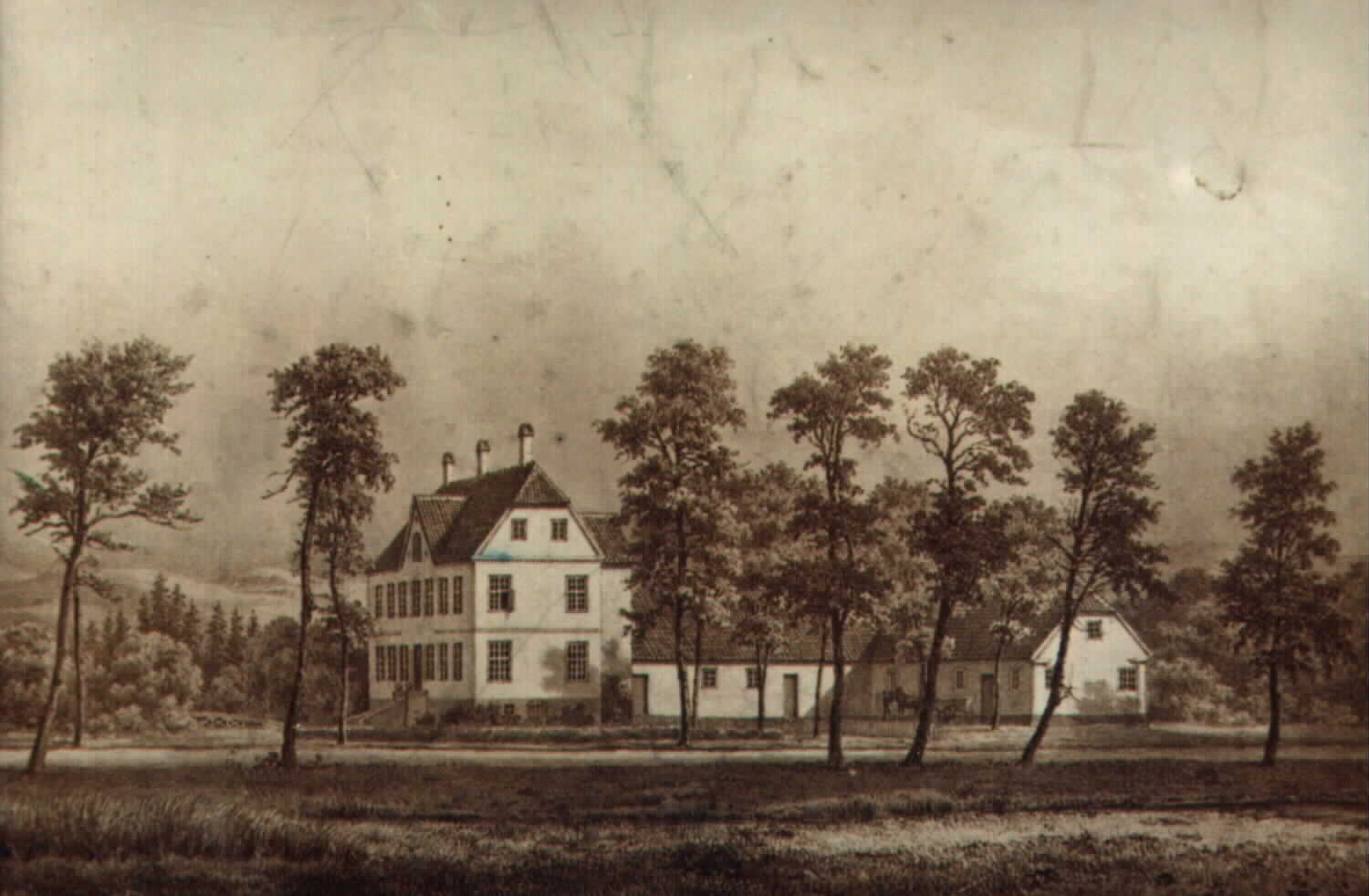
Rittergut Haraldskær im Jahre 1857

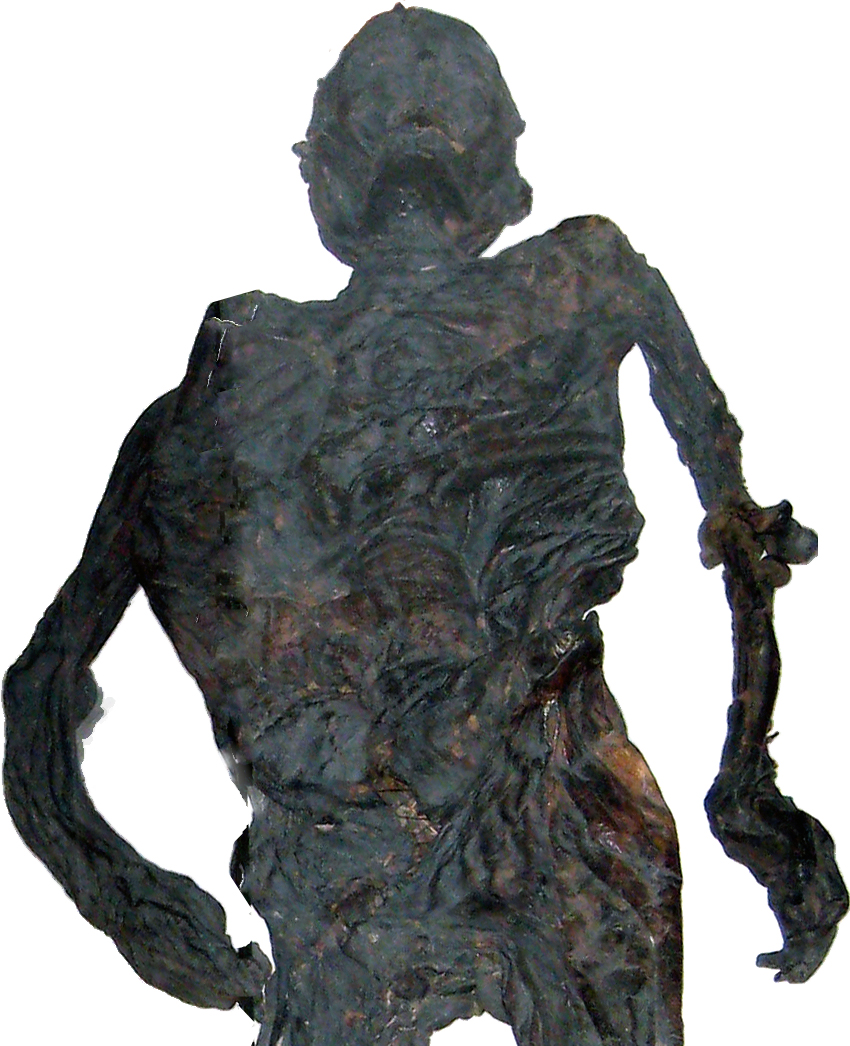
Frau von Haraldskær

Die anfänglich auf etwa 50 Lebensjahre geschätzte Frau ist, einschließlich Skelett, intakter Haut und innerer Organe vollständig erhalten. Alle Gelenke sind von einer dünnen Schicht der getrockneten Haut umgeben und vermitteln den Eindruck, als sei die Frau erst vor kurzem verstorben. Ihre lederartige Haut ist sehr runzelig, was darauf hindeutet, dass die Frau zu Lebzeiten möglicherweise recht beleibt war, was auch durch ihre gut erhaltenen Brüste bestätigt wird. Durch die Einwirkung der Tannine aus den Moorsäuren weisen ihre Haut und die langen Haare die für Moorleichen typische tiefbraune Färbung auf. Ihr Gebiss ist vollständig, und sie hatte einen allgemein guten gesundheitlichen Zustand. Ihr Skelettapparat zeigt keine degenerativen Veränderungen wie Arthritis oder Anzeichen schwerer Arbeit, wie sie sonst häufig an Leichen aus dieser Zeit nachweisbar sind. Ein Knie weist einen tiefen Einstich durch ein spitzes Objekt auf.
Im Jahre 1979 folgte eine intensivere forensische Untersuchung der Leiche im Universitätskrankenhaus von Aarhus. Zu diesem Zeitpunkt war der Körper durch weiteres Austrocknen merklich geschrumpft, wodurch sich ihre Haut stärker in Falten legte. Die Leiche maß 133 cm, wohingegen sie nach Angabe der früheren Berichte bei ihrer Auffindung 1835 noch eine Länge von 150 cm hatte. Die computertomographische Untersuchung ihres Schädels ermöglichte eine genauere Eingrenzung ihres Alters auf 40 Lebensjahre zum Zeitpunkt ihres Todes.
Im Jahr 2000 erfolgte eine weitere forensische Untersuchung der Frau durch Lone Hvass vom Helsingör-Museum, Miranda Aldhouse-Green von der Cardiff University und dem Gerichtsmedizinischem Institut der Universität Aarhus. Demnach bestand der Mageninhalt der Frau aus ungeschälter Hirse und Brombeeren. Am Hals fand man Abdrücke eines Seils, die den Schluss zulassen, dass die Frau erdrosselt oder erhängt wurde. Eine weitere Untersuchung der Leiche im Krankenhaus von Aarhus begann am 1. April 2005.

### Kleidung
Neben der Leiche selbst haben sich umfangreiche Kleidungsreste aus tierischen Rohmaterialien erhalten. Ein Pelzumhang war aus vielen Pelzstücken in einer sorgfältigen Kürschnerarbeit zusammengenäht. Zu diesem Umhang gibt es mehrere erhaltene Vergleichsfunde wie den der Frau von Elling, des Jungen von Kayhausen, des Mädchens von Dröbnitz oder des Mannes aus Jürdenerfeld. Weiter befanden sich drei Kleidungsstücke aus Schafwolle im Grab. Diese Textilien waren durch eingewebte dunklere Fäden gemustert und mit Fransen verziert. Ob die Leiche ursprünglich nackt in das Moor gelangte, ist nicht sicher, da möglicherweise vorhandene Kleidungsteile aus pflanzlichen Rohstoffen wie Leinen oder Nessel im sauren Milieu des Moores vergangen sein können.
Ein Haarnetz in Sprangtechnik, das heute als Kopfbedeckung der Moorleiche gilt, kann diesem Fund allerdings nicht sicher zugeordnet werden. Es wurde erst später als Teil des Haraldskærfundes erwähnt.

## Deutung
Aufgrund der sorgfältig ausgeführten Körperbestattung in einem Moor, zu einer Zeit, als die Brandgräbersitte in dieser Region allgemein verbreitet war, gehen die Wissenschaftler von einer Opferung oder rituellen Tötung der Frau von Haraldskær aus.

## Die Frau von Haraldskær in der Literatur
Der dänische Autor und Amateurarchäologe Steen Steensen Blicher besuchte 1836 die Fundstelle als einer der ersten Besucher. Der Fund inspirierte ihn zu seiner Novelle Grovhøjen, einer Parodie über einen falschen archäologischen Fund. 1841 überdachte er jedoch seine Meinung zu dem Fund der Frau von Haraldskær und veröffentlichte sein Gedicht: Dronning Gunhild (Königin Gunnhild), ein Klagelied über die tote Königin im Moor. 1846 nutzte der dänische Dramaturg Jens Christian Hostrup, ein Freund des Archäologen Worsaae, den Streit um die Identität der Frau von Haraldskær als Stoff für seine Komödie in vier Akten En Spurv i Tranedans (auf Deutsch etwa Ein Spatz im Kranichtanz), in der ein Ränkeschmied vom Geist Königin Gunnhilds einen magischen Ring erhält, der alle Menschen blind gegenüber seinem Treiben macht. Auf satirische Weise stützte Hostrup damit indirekt die Theorie, die Frau von Haraldskær sei Königin Gunnhild, und schürte damit ein allgemein großes Interesse für Worsaaes Hypothese.